# Parafia Miłosierdzia Bożego w Wierzchowiskach
Parafia Miłosierdzia Bożego w Wierzchowiskach – parafia rzymskokatolicka w Wierzchowiskach Pierwszych, należąca do archidiecezji lubelskiej i Dekanatu Świdnik. Została erygowana w 1990.
Do parafii należą wierni z miejscowości: Bystrzejowice Pierwsze; Niwa; Wierzchowiska; Wierzchowiska I; Wierzchowiska II; Wierzchowiska kol.

## Historia
W 1982 r. proboszcz parafii w Mełgwi rozpoczął starania o utworzenie w WIerzchowiskach kaplicy z punktem katechetycznym. W tym samym roku biskup Bolesław Pylak skierował ks. Franciszka Buhajczuka, wikariusza z Mełgwi do organizowania samodzielnego ośrodka duszpasterskiego. Ośrodek taki powstał w 1989 r., a jego rektorem mianowano ks. Józefa Brodaczewskiego. W rok później, 16 marca 1990 r. bp Bolesław Pylak erygował w Wierzchowiskach parafię pw. Miłosierdzia Bożego. Jej pierwszym proboszczem został dotychczasowy rektor ośrodka duszpasterskiego.